# Steropleurus
Steropleurus är ett släkte av insekter. Steropleurus ingår i familjen vårtbitare.

## Bildgalleri

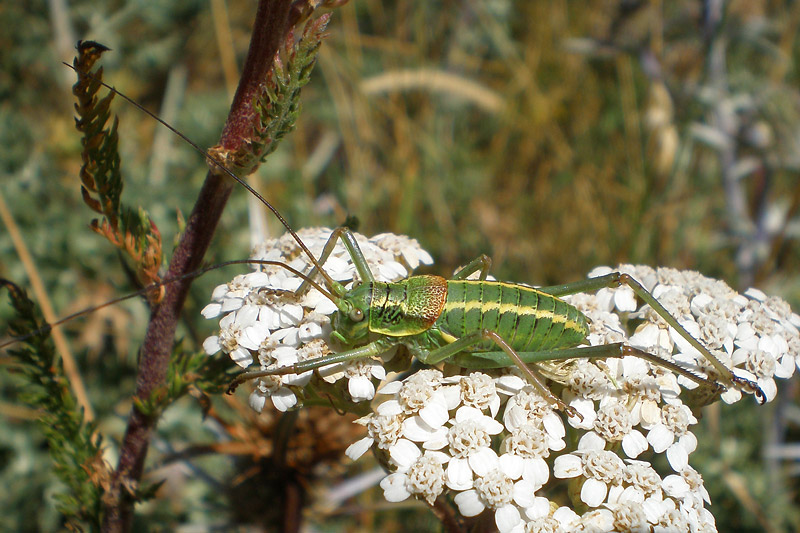
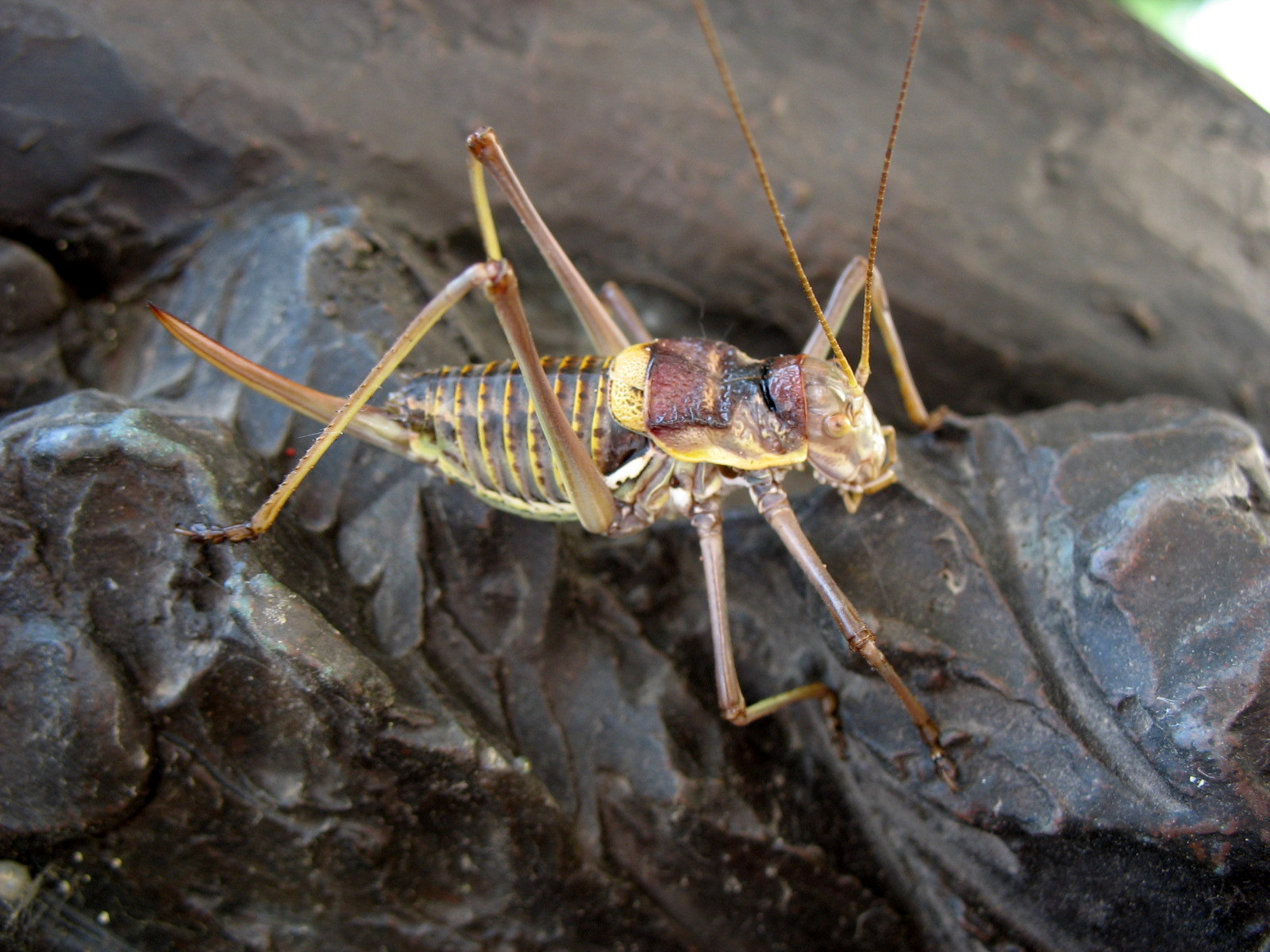
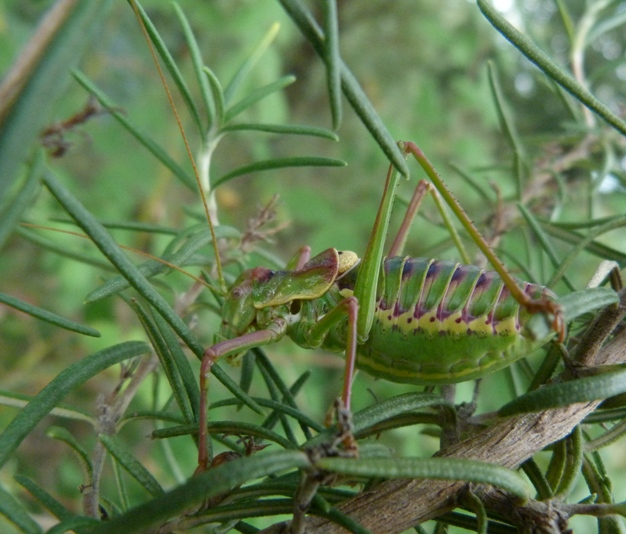

## Dottertaxa tillSteropleurus, i alfabetisk ordning[1]
- Steropleurus algericus
- Steropleurus andalusius
- Steropleurus annae
- Steropleurus asturiensis
- Steropleurus balearicus
- Steropleurus bouiblani
- Steropleurus brunnerii
- Steropleurus castellanus
- Steropleurus ceretanus
- Steropleurus chopardi
- Steropleurus choumarae
- Steropleurus cockerelli
- Steropleurus dilutus
- Steropleurus eclipticus
- Steropleurus filenorum
- Steropleurus flavovittatus
- Steropleurus ientilei
- Steropleurus inenormis
- Steropleurus innocentii
- Steropleurus ketamensis
- Steropleurus lucasi
- Steropleurus martorellii
- Steropleurus moulouyae
- Steropleurus nerii
- Steropleurus nobrei
- Steropleurus notarioi
- Steropleurus obsoletus
- Steropleurus panteli
- Steropleurus pardoi
- Steropleurus perezii
- Steropleurus politus
- Steropleurus pseudolus
- Steropleurus recticarinatus
- Steropleurus saussureianus
- Steropleurus squamiferus
- Steropleurus stalii
- Steropleurus theryi
- Steropleurus tunisiense
- Steropleurus vindti